# 博扬·伊萨伊洛维奇
博扬·伊萨伊洛维奇（羅馬化：Bojan Isailović，1980年3月25日—），塞尔维亚男子足球运动员，场上位置是守门员。他曾代表塞尔维亚国家队参加2010年国际足联世界杯，结果队伍止步小组赛阶段。